# Zrinka
Zrinka ist ein südslawischer, aus Kroatien stammender weiblicher Vorname. Er bedeutet „die Reife, die Erwachsene“ („prezrinka“, „zrinka“ = „reif“, „erwachsen“). Eine weitere Deutung ist „die aus Zrin stammende“.
Die männliche Variante ist Zrinko.

## Namensträger
- Zrinka Cvitešić (* 1979), kroatische Schauspielerin
- Zrinka Ljutić (* 2004), kroatische Skirennläuferin
- Zrinka Šimić-Kanaet (* 1956), kroatische Archäologin
- Zrinka Stahuljak (* 1969), kroatische Historikerin